# 自衛官護国神社合祀事件
自衛官護国神社合祀事件（じえいかんごこくじんじゃごうしじけん）は、殉職した自衛官を山口県護国神社に合祀した行為が、信教の自由を侵害され、精神の自由を害されたとして遺族の女性が、合祀の取消し請求を求めた訴訟である。最終的に最高裁判所は訴えを認めなかったが、最高裁判事の意見が分かれる、いわゆる合議割れになったことや、下級審が行った事実認定を最高裁が覆すなど一部に異議がある。

## 訴訟の背景
第二次世界大戦まで軍人が戦死した場合には靖国神社に合祀されていた。戦後になって自衛隊員が公務で殉職した場合には靖国神社へは合祀されなくなったが、従来のように隊員の出身地にある護国神社に合祀されていた。
同訴訟の原告の夫であった自衛隊員は1968年（昭和43年）1月12日、公務中に発生した交通事故で殉職した。葬儀は仏教式で行われたが、原告の女性は従来から信仰してきたキリスト教の教会に夫の遺骨の一部を納め、故人を追悼した。
自衛隊員のOB組織である、社団法人隊友会山口県支部連合会（以下「県隊友会」）は、以前からの慣習として殉職した山口県出身の自衛隊員を山口県護国神社に合祀していた。
1972年3月31日、原告の夫も含む27名について自衛隊山口地方連絡部（以下「地連」）の事務的な協力と山口県護国神社の合祀の了解が得られたため合祀申請し、同年4月19日に神社に合祀された。この一連の行為に対し後に原告になった女性は反対したが、隊友会も訴訟になることを嫌い、三回、合祀申請の取り下げをしたが、県護国神社は合祀した。また、申請取り下げの動きを察知した他の遺族は合祀に賛成する旨を表明している。
合祀に対し、納得のいかない女性は一連の合祀手続きは原告の信教の自由を侵害し、また政教分離原則にも違反するとして、手続きの取消しと精神的苦痛に対する慰謝料を請求する訴訟を県隊友会と地連を相手に提起した。

## 下級審の判決
1審の山口地方裁判所（1979年3月22日判決）および控訴審の広島高等裁判所（1982年6月1日）の判決は、原告勝訴の判決であった。事実認定では県隊友会と地連の一連の行為は共同のものであり、国家公務員である地連職員の行為が憲法で禁止される宗教的活動に該当し、政教分離原則に違反するとして違法としたものである。

## 最高裁の判決
最高裁判所（1988年6月1日判決 、民集42巻5号277頁、判例時報1277号34頁、判例タイムズ669号66頁）は、下級審の判決を破棄し原告敗訴の判決を下した。
事実認定として、自衛官の近縁の血縁者は仏教徒、自衛官自身は自分の宗教観について明言しておらず無宗教と考えられ、近い親戚の中でキリスト教徒は原告である妻のみである。また原告は自衛官の遺骨の一部を他の遺族に無断で持ち出し、教会に持って行ったりなどして他の遺族と軋轢が生じていた。（#外部リンク先の判決文を参照。この行為が、「自らの信教の自由を振りかざして他者の信教の自由を無視する行為」と斟酌された）
多数意見によれば、合祀のための申請行為の共同性に対しては、地連職員の行為は事務的な協力であり、直接合祀を働きかけた事実はないとして、合祀申請は県隊友会による単独行為であるとした。そのため地連職員の行為は宗教的活動には当たらないとした。よって合祀申請しても公務員である自衛隊職員（国家）は関係ないから政教分離の問題にはならない。また精神的苦痛に対しては、自己の信仰生活が害されたことによる不快感に対して損害賠償などを認めることは、かえって相手方の信教の自由を害することになるとして、強制的に信教の自由が妨害されないかぎり、（訴外の合祀を望んだ別の遺族や山口県護国神社に対して）寛容であるべきである。以上のことから原告の信仰生活を送る利益を法的利益として直ちには認められないとして敗訴判決を出した。
なお、最高裁裁判官15名のうち坂上壽夫裁判官と伊藤正己裁判官が法律論として、宗教上の人格権を認めたが、坂上裁判官は自衛官の実父が合祀を喜び、命日に参拝したことを挙げ「多数意見のいう寛容が要請される場合であるといわなければならない。したがつて、ある近親者によつて行われ、又はその意思に沿つて行われた追慕、慰霊等の方法が他の近親者にとつてはその意思に反するものであつても、それに対しては寛容が要請されなければならず、その者の心の静謐を優先して保護すべき特段の事情のない限り、その人格権の侵害は、受忍すべき限度内のものとして、その違法性が否定されるべきである。」と結論付け、伊藤裁判官は実父の件については触れず違憲と判断した。ほか、裁判官3名が、結論としては法廷意見に賛成するが、地連職員の行為は行き過ぎないし憲法違反であるとする意見を付けた。

## 判決への批判
判決では法律審を原則とする最高裁が、下級審の行った事実認定を覆し、事件の本質は権利能力なき社団である県隊友会と原告との私人間の争いとされ、自衛隊地連職員（国家）は関係ないと認定している。最高裁判所は法律審であるため、事実認定を覆すほどの証拠が新たに法廷に提示されたわけでもないのに事実関係を変更するのは異例である。また訴訟に参加していない山口県護国神社の宗教活動に理解を求めるが、訴外の第三者に対して何らかの対応を求める事は異例との指摘もある。

## その他
1974年現在の自衛隊は、殉職隊員の慰霊のため神社への合祀に関し部隊の長等が公人として奉斉申請者となること、部隊等が国家機関でない自衛隊遺族会、隊友会等の団体に合祀を推進するよう働きかけること及び宗教団体とこれら団体との連絡や合祀に必要な事務代行を行わない旨の通達が出ている